# Konrad Morgen
Georg Konrad Morgen (né le 8 juin 1909 – mort le 4 février 1982) est un juge allemand et enquêteur mandaté par le RSHA (le Bureau de sécurité du Reich) pour les délits de corruption commis par des SS dans l'exercice de leur fonction au sein des camps de concentration et d'extermination nazis.

## Biographie
Fils d'un employé des chemins de fer de Francfort-sur-le-Main, il y fut diplômé de l'université Johann Wolfgang Goethe et de l'Académie de droit international de La Haye. Il devint ensuite juge à Stettin.
Considéré comme un pacifiste, Morgen publia en 1936 un ouvrage sur la propagande de guerre et sa prévention, une année après avoir rencontré Adolf Hitler, dans le but de dissuader l'Allemagne d'une remilitarisation générale. Le livre fut publié par le Reich allemand.
Sturmbannführer-SS, Morgen fut envoyé sur le front de l'Est avec la 5e Panzerdivision SS Wiking. En 1943, il devint juge-avocat[Quoi ?] pour le RSHA.
En 1944, alors qu'il enquêtait sur le commandant d'Auschwitz, Rudolf Höß, son assistant le Hauptscharführer Gerhard Putsch disparut sans laisser de traces. Certains émirent l'idée que c'était une mise en garde à l'encontre de Morgen pour qu'il relâche son enquête. Morgen s'était en effet mis en tête de poursuivre les homicides « arbitraires » commis par les SS ; il ne remit jamais en cause l'extermination génocidaire elle-même, considérée comme légale en raison du Führerprinzip, et il accepta la légalité de l'extermination des Juifs, tsiganes et prisonniers politiques dans les camps. Ses bureaux furent entièrement détruits par le feu quelque temps après.
Il affirma après la guerre qu'il avait continué à lutter pour la justice, sous l'ère nazie, citant une longue liste de 800 enquêtes, menées sur deux années, concernant les activités criminelles dans les camps.
Il poursuivit une carrière dans la justice après la guerre.
Il mourut en 1982.

## Accusés
- Karl Otto Koch – Commandant de Buchenwald et Majdanek – exécuté pour le meurtre de deux employés d'hôpital qui l'avaient soigné pour la syphilis
- Martin Sommer – officier à Buchenwald - condamné avec Koch et transféré sur le front de l'Est
- Hauptscharfuehrer Blanck – officier à Buchenwald - condamné avec Koch, destin inconnu
- Hermann Florstedt – Commandant de Majdanek – exécuté pour meurtre
- Hermann Hackmann – chargé de la détention de sûreté à Majdanek – condamné à mort pour meurtre mais emprisonné
- Hans Loritz – Commandant d'Oranienburg – poursuivi pour suspicion de meurtres arbitraires
- Adam Grünewald – Commandant du camp de concentration de Bois-le-Duc – coupable de mauvais traitements sur des détenus et emprisonné
- Karl Künstler – Commandant de Flossenbürg – démis pour alcoolisme et débauche
- Alexander Piorkowski – Commandant du camp de Dachau – accusé de meurtre mais pas condamné
- Maximilian Grabner – Chef de la section politique à Auschwitz – accusé de meurtre mais pas condamné
- Gerhard Palitzsch – Condamné à la prison
- Amon Göth – Commandant du camp de Płaszów - condamné à la prison
- Hans Aumeier – Peine commuée